# Constantin von Ettingshausen
Il Barone Costantin von Ettingshausen (Vienna, 16 giugno 1826 – Graz, 1º febbraio 1897) è stato un geologo e botanico austriaco.
Si laureò in medicina a Vienna e nel 1854 divenne professore di botanica e storia naturale presso l'Accademia medica e chirurgica militare della sua città natale. Nel 1871 fu nominato professore di botanica a Graz, una posizione che occupò fino al termine della sua vita. Si distinse per le sue ricerche sulla flora del Terziario di varie parti d'Europa e sulla flora fossile di Australia e Nuova Zelanda. Morì a Graz nel 1897.

## Pubblicazioni
- Die Farnkruter der Jetztwelt zur Untersuchung and Bestimmung der in den Formationen der Erdrinde eingeschiossenen Uberreste von vorweltlichen Arten dieser Ordnung nach dem Flchen-Skelet bearbeitet (1865)
- Physiographie der MedicinalPflanzen (1862)
- A Monograph of the British Eocene Flora (con J. Starkie Gardner), Palaeontograph. Soc. vol. i. (Filices, 1879 1882)